# Non-violence (Reuterswärd)
Non-violence ou Non Violence est à la fois un projet et une sculpture réalisée par l'artiste suédois Carl Fredrik Reuterswärd à la suite de la mort de John Lennon. L’œuvre représente un revolver au canon noué et existe en de nombreuses versions,,.
Le nom donné à la sculpture est variable selon les pays : The Knotted Gun ou Den knutna revolvern (anglais et suédois : le revolver noué), Der Knoten im Revolver (allemand : le nœud dans le revolver), Arma em Nó (portugais : l'arme en nœud/nouée).

## Histoire

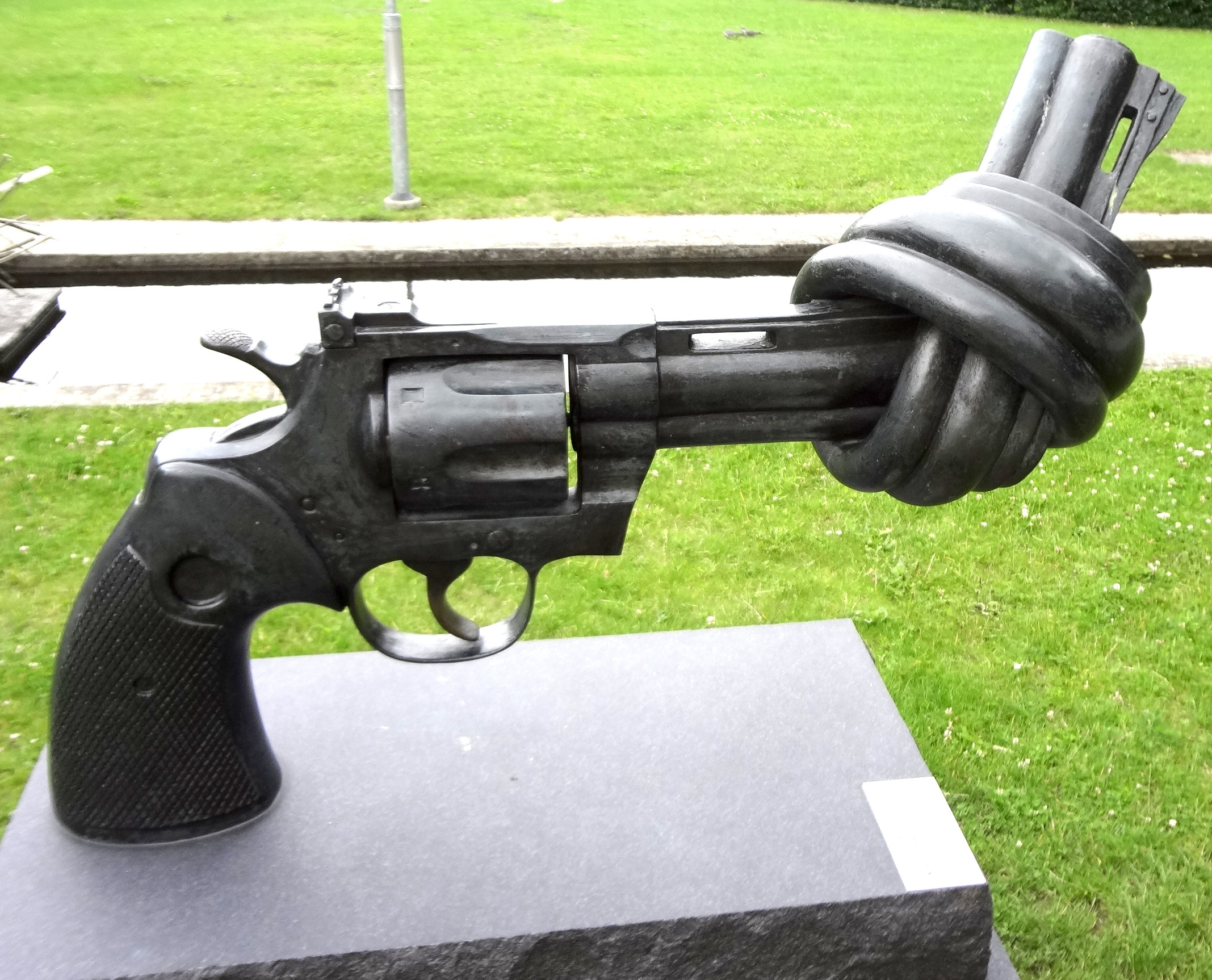
Musée des esquisses, Lund

Reuterswärd a commencé à travailler sur le projet de cette sculpture à la suite du meurtre du musicien et chanteur britannique John Lennon en décembre 1980. Elle aurait été réalisée à la demande de Yoko Ono. La première version originale a été installée en 1985.

## Les versions originales
Il existe trois exemplaires originaux de la sculpture, réalisés en bronze et mesurant 1,50 mètre de haut. Le premier se trouve devant la gare de Malmö (Bager Place, installé en 1985). Le second a été offert en 1988 par le gouvernement du Luxembourg au siège de l'Organisation des Nations unies à New York,. Un troisième se trouve au siège de la Commission européenne, dans le quartier de Kirchberg de Luxembourg, en face du bâtiment Jean Monnet.
Une esquisse de taille réduite se trouve dans le parc du Musée des esquisses (Skissernas Museum) de Lund en Suède (1985).

## Description et symbole
Représentant un Colt Python 357 dont le canon est noué, cette statue se veut, comme son nom l'indique, un symbole de non-violence, conformément à la mission de paix dans le monde que les Nations unies se voient confier par leur charte.
La représentation est réaliste, mais très agrandie. Elle incite à la paix ; c'est un symbole fort qui enrichit l'humanité par sa présence sur des lieux bien souvent symboliques, comme le siège de l'ONU à New York ou le mémorial de Caen.

## Répliques

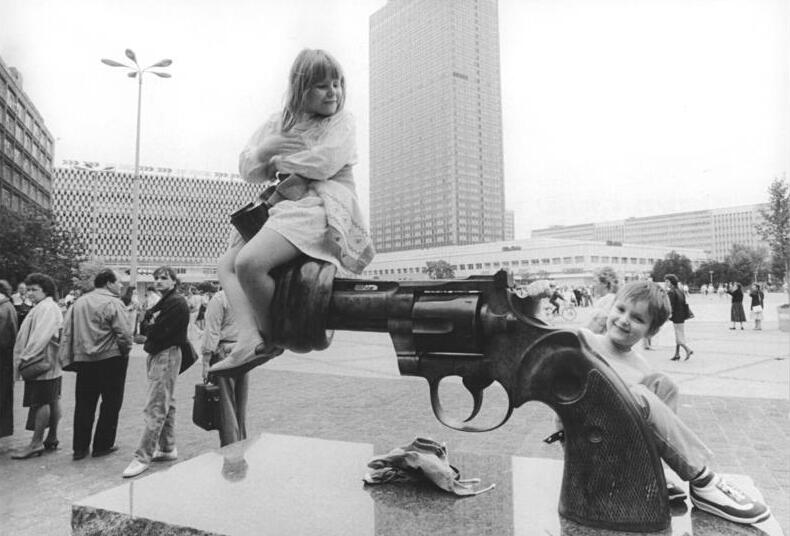
Réplique sur l'Alexanderplatz, Berlin, en 1990

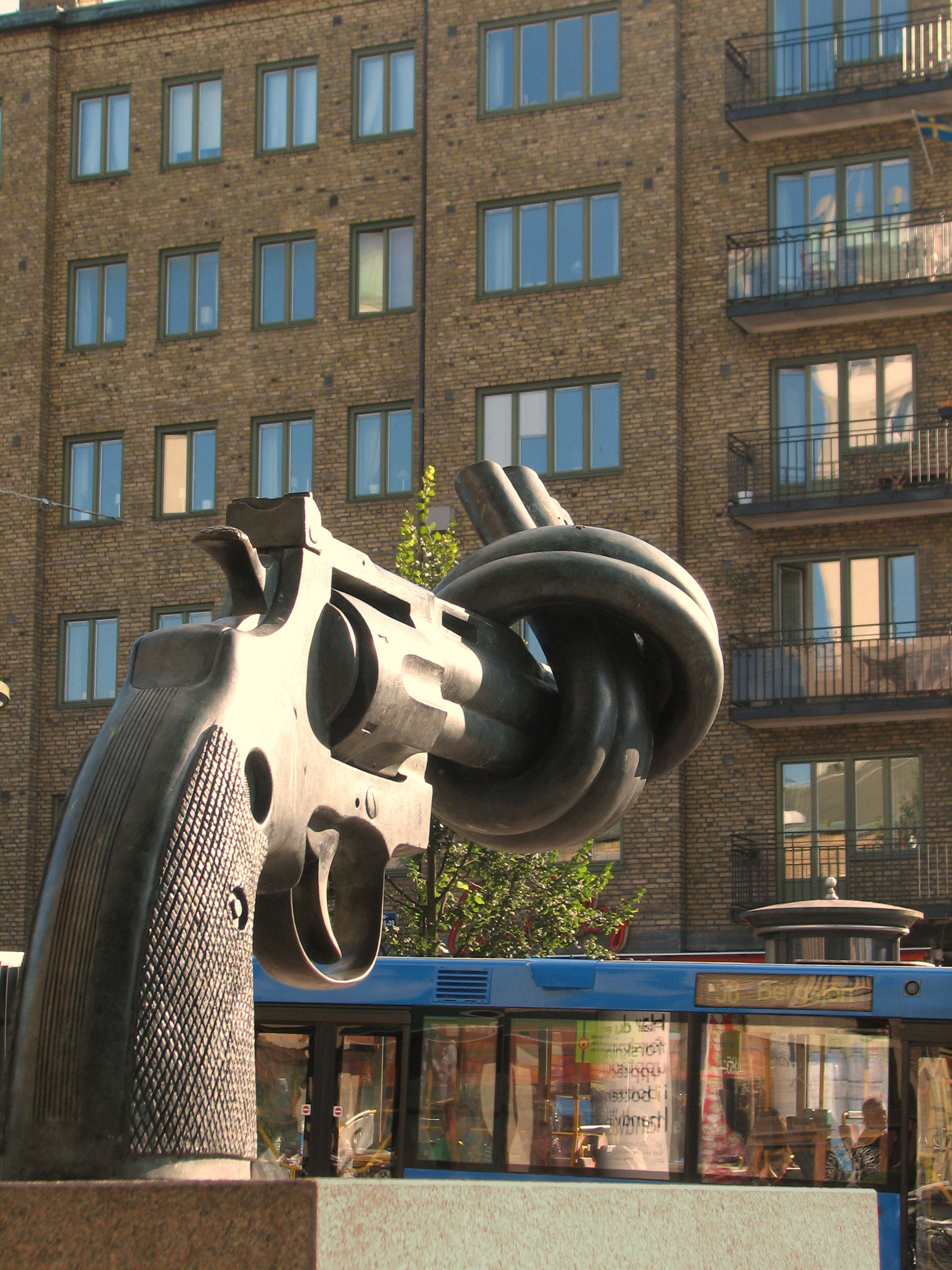
Réplique à Göteborg

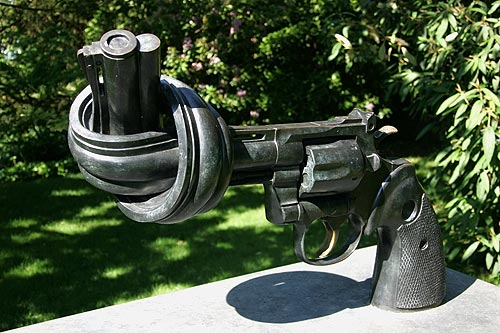
Réplique au musée olympique de Lausanne

Il existerait plus de 30 répliques de cette sculpture, avec des variations de taille et de matière. L'organisation The Non-Violence Project (en) a lancé en 2003 un projet à long terme, avec le soutien des Prix Nobel de la paix, visant à inaugurer progressivement des répliques de la sculpture dans tous les pays du monde.
Diverses répliques se trouvent en Suède :  
- dans la zone piétonne de Sergelgatan à Stockholm (inaugurée par la princesse Victoria de Suède le 4 décembre 1997)[3]
- sur la Kungsportsavenyn à Göteborg (inaugurée en 1997)
- dans la station de métro Fittja à Stockholm (version de taille réduite, de couleur dorée, inaugurée en 1998)[9]
- dans la station de métro Åkeshov à Stockholm (version de taille réduite, inaugurée en 1998)[9]
- à la gare Roslagsbanan de Täby, Comté de Stockholm (version de taille réduite, inaugurée en 1998)[9]
- dans le parc dédié à la ministre suédoise Anna Lindh, assassinée en 2003, à Borås (inaugurée en 2010)
- intersection Brogatan/Hantverksgatan à Halmstad (inaugurée en 2014)[10]

Autres répliques de par le monde :  
- sur l'Alexanderplatz de Berlin en Allemagne (temporairement, en 1990)[4]
- à l'Université internationale de Floride de Miami aux États-Unis (inaugurée en 1995, Martin Luther King Day)[3]
- dans le parc du musée olympique à Lausanne en Suisse (inaugurée en 1997)[11]
- au Victoria & Alfred Waterfront du Cap en Afrique du Sud (inaugurée en 1999)[7]
- dans le centre commercial Cavern Walks de Liverpool en Angleterre, proche du lieu original du fameux Cavern Club où les Beatles ont débuté (inauguré en 2000 par Michael Nobel, président de la Non-Violence Project Foundation)[7]
- au Trafalgar Square de Londres en Angleterre (inaugurée en 2000)[12],[8]
- à Curitiba au Brésil (version de taille réduite, inaugurée en 2000)[12],[8]
- dans le parc du mémorial de Caen en France (inaugurée par la maire Brigitte Lebreton et par l'ambassadeur de Suède, le 3 juin 2005)
- au siège de la Chancellerie fédérale à Berlin en Allemagne (version de 95 cm de haut et 140 kg, inaugurée le 21 août 2005)[4]
- dans le Chao Yang Park à Pékin en Chine (offerte par l'artiste à l'occasion des Jeux olympiques d'été de 2008, inaugurée le 19 décembre 2008)[12]
- au Honolulu Community College, Hawaï, États-Unis (inaugurée le 8 décembre 2010)[7]
- à Marl en Allemagne (128 × 144 × 43 cm, réalisée en 1995-1999, inaugurée en 2012, don de l'artiste et de la Fondation Carl Fredrik Reuterswärd)[13]
- à Lyon 7e, 14 rue Berthelot, devant le Centre d'histoire de la résistance et de la déportation et à la suite de sa rénovation (inaugurée en 2012)[14],[15].
- à Beyrouth, l’artère principale de la marina Zaitouna à Beyrouth[16].
- En Algérie, dans la wilaya d'El Menia, réalisé par l'association Tawrirt et mise devant le parc Maata Moulana.
- A Mariehamn (Åland) (inaugurée en 2022)

## Images dérivées
L'image de cette sculpture a fait l'objet de timbres postaux, couvertures de livres, brochures et programmes de conférences, en général en lien avec la problématique des armes légères.
L'image du révolver au canon noué est devenu le logo de l'organisation non gouvernementale The Non-Violence Project (en) fondée en 1993.

## Expositions
De nombreuses expositions ont été consacrées à Reuterswärd. Certaines sont plus particulièrement centrées sur la sculpture « Non-violence », dont celles qui sont indiquées ici.
En 1989, l'exposition « Non Violence » est montrée au Musée national d'art moderne du Centre Pompidou à Paris en France. Elle est montrée ensuite en 1992 à Malmö, en 1995 à Sergels torg, Stockholm, puis en 1996 à Munich.
« Non-Violence and other public works of art 1961-2005 » est une exposition présentée au Musée des esquisses de Lund en Suède en mars-août 2005, puis au Skitsesamling de Køge au Danemark en september 2005-janvier 2006.
En 2010, le Kunstmuseum de Bayreuth en Allemagne consacre une exposition à l'œuvre de Reuterswärd sous le titre « Der Knoten im Revolver » (Le nœud dans le révolver).
En 2012 a lieu l'exposition « Non Violence » au Skulpturenmuseum Glaskasten de Marl en Allemagne,

## Œuvres analogues ou réinterprétées

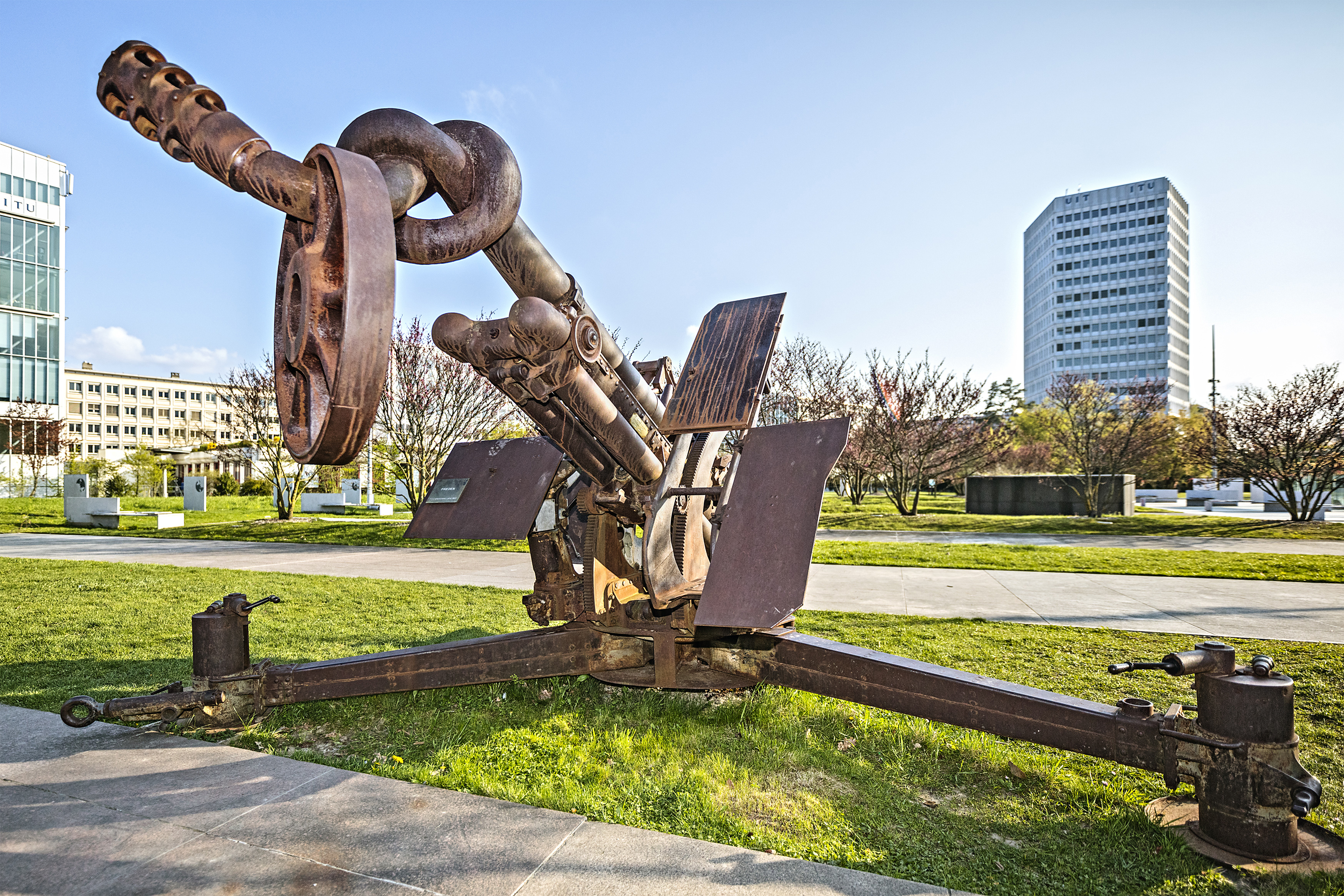
Frieden, œuvre de R. Brandenberg, Place des Nations, Genève (Suisse).

Une sculpture analogue, réalisée avec une pièce d’artillerie dont le canon est noué se trouve sur la place des Nations, face au Palais des Nations, à Genève en Suisse. Cette œuvre nommée Frieden (Paix) a été réalisée par l'artiste glaronnais R. Brandenberg à l'occasion de la Conférence sur le désarmement de 1983. Elle était située dans le parc du Palais Wilson jusqu'en 1994,.
Un révolver géant au canon noué a été placé à Phnom Penh au Cambodge en 1999, à un carrefour proche du Japanese Bridge, à la suite d'une action de saisie d'un grand nombre d'armes par le gouvernement.
Reuterswärd a lui-même réalisé une nouvelle œuvre basée sur la même idée : un révolver rouge au canon recourbé, réalisé en plaques d'acier. Cette nouvelle sculpture a été offerte à la ville de Bayreuth en Allemagne à l'occasion de l'exposition « Der Knoten im Revolver » consacrée à l'œuvre de Reuterswärd en 2010,.
The Non-Violence Project (en) lance le 19 avril 2011 une exposition itinérante Knot-Violence Exhibition Tour (jeux de mots entre « non-violence » et « nœud-violence »). Des répliques de l'œuvre originale de Reuterswärd, en plastique à renfort de verre, sont réinterprétées par des personnalités ou des jeunes des lieux visités. La tournée débute au Mexique et doit se rendre au Brésil, aux États-Unis, au Royaume-Uni, en Italie, en Afrique du Sud, en Chine et finalement en Suède. C'est Yoko Ono qui inaugure cette série avec un révolver évoquant un ciel bleu avec quelques nuages. Ringo Starr habille de couleurs vives une autre réplique, au Gibson Guitar Studio de Londres le 8 décembre 2011.